# ميكرونيزيون
الميكرونيزيون أو الشعوب الميكرونيزية هم مجموعات عرقية مختلفة مرتبطة ارتباطًا وثيقًا بموطنها ميكرونيزيا، وهي منطقة في أوقيانوسيا في المحيط الهادئ. وهم جزء من المجموعة العرقية اللغوية الأسترونيزية،الذي يعود موطنهم الأصلي إلى تايوان.
المجموعات العرقية اللغوية المصنفة على أنها ميكرونيزية تشمل الكارولينيين (جزر ماريانا الشمالية)، الشاموروين (غوام وجزر ماريانا الشمالية)، تشوكيين، مورتلوكيين، نامونيتويين، بافانغيين، بولواتيين وبولابيين (تشوك)، آي كيريباتيين (كيريباتي)، الكوسرايين (كوسراي). )، المارشاليين (جزر مارشال)، الناورويين (ناورو)، البالاويين، السونسوروليين، والهاتوهوبيين (بالاو)، البونبيين، بينغيلابيين، نغاتيكيين، مووكيليين (بونبي)، واليابيين، أوليثيين، ووليين، ساتاواليين (ياب).

## الأصل

الانتشار الزمني للشعوب الأسترونيزية عبر المحيطين الهادئ والهندي

بناءً على الإجماع العلمي الحالي، يعتبر سكان ميكرونيزيا، من خلال الأدلة الجينية اللغوية والأثرية والبشرية، مجموعة فرعية من الشعب الأسترونيزي المهاجر عبر البحر، والذي يشمل البولينيزيين والميلانيزيين. كان الأسترونيزيون أول من اخترع تقنيات الإبحار عبر المحيطات (لا سيما الزوارق الشراعية ذات الهيكل المزدوج، والقوارب ذات الركائز، وبناء القوارب ذات العروة، وشراع مخلب السلطعون)، مما مكنهم من الانتشار السريع في جزر المحيطين الهندي والهادئ. منذ عام 2000 قبل الميلاد، استوعب الأسترونيزيون (أو تم استيعابهم من قبل) السكان الأوائل على الجزر في مسار هجرتهم. حدث هذا الاختلاط في الساحل الشمالي لغينيا الجديدة والجزر المجاورة، وهو الموقع الذي تطورت فيه عائلة اللغات المحيطية منذ حوالي أربعة آلاف عام أو نحو ذلك، بعد أن تميزت اللغات الأسترونيزية في هذه المنطقة وأصبحت فرعًا منفصلاً عن العائلة الأسترونيزية.

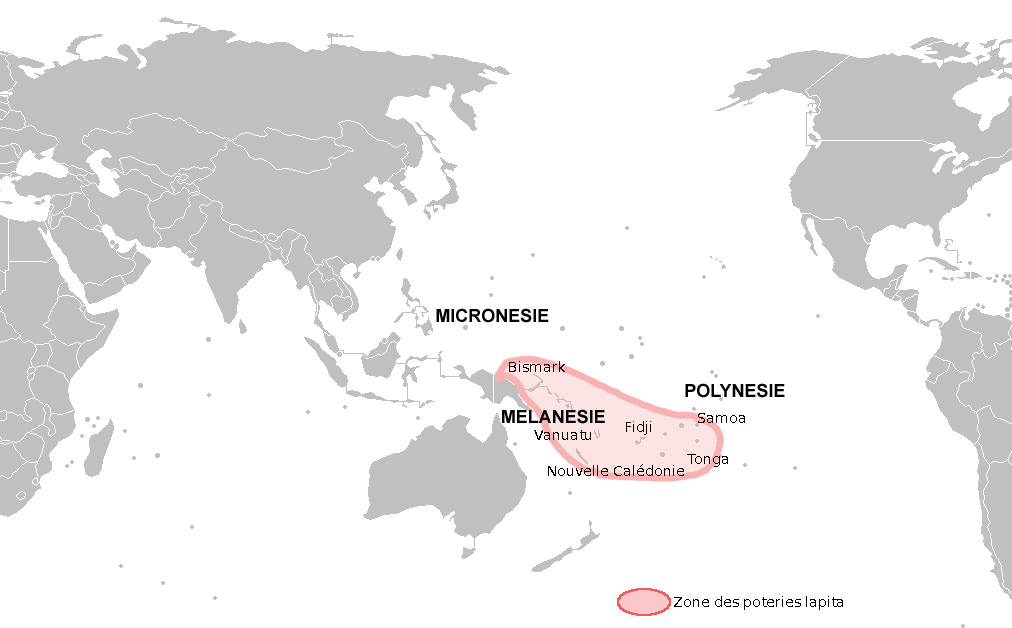
خريطة لمنطقة لابيتا الثقافية

دخل المهاجرون ميكرونيزيا من الشرق والغرب. مهاجرون الغرب جاءوا من الفلبين وإندونيسيا، واستقروا في جزر ماريانا منذ حوالي 3500 عام، وبعد ذلك استقروا في بالاو منذ حوالي 3000 عام.
مهاجرون الشرق جاءوا من شرق ميلانيزيا واستقروا في جزر غيلبرت، وجزر مارشال، وجزر كارولين الشرقية والوسطى، وسونسورول، وبولو آنا، وميرير، وتوبي. ينتمي مهاجرون الشرق إلى ثقافة لابيتا واستقروا في شرق ميكرونيزيا على مدار عدة مئات من السنين من المحتمل في جزر سانتا كروز، حوالي 500-100 قبل الميلاد. في القرون التالية، تباعدت اللغة المحيطية التي جلبها مهاجرو لابيتا وأصبحت الفرع الميكرونيزي للغات المحيطية. يقترح جون لينش مبدئيًا وجود علاقة بين اللغات الميكرونيزية ولغات كاليدونيا الجديدة في ميلانيزيا، ولكن مع التنبيه "أن هذا شيء يمكن إجراء مزيد من التحقيق فيه، حتى لو كان ذلك فقط للتأكيد على أن اللغات الميكرونيزية لم تنشأ في جرز الولاء".
تم استيطان اليابيين بشكل منفصل منذ حوالي 2000 عام، حيث استمدوا لغتهم من خلال مصدر يتحدث باللغة المحيطية في ميلانيزيا، وربما الجزر الأميرالية.
كشفت الأدلة الأثرية أن بعض جزر بونين كانت مأهولة في عصور ما قبل التاريخ من قبل أفراد من عنصر ميكرونيزي غير معروف.

## قائمة المجموعات العرقية
يمكن تقسيم شعوب ميكرونيزيا إلى مجموعتين ثقافيتين، سكان الجزر المرتفعة وسكان الجزر المنخفضة. وينتمي سكان بالاو، والشامورويين، واليابيسي، والتشوكيزيين، والبوهنبيين، والكوسرايين، والناورويين إلى مجموعة سكان الجزر العليا. سكان الجزر المنخفضة (الجزر المرجانية) هم جزر مارشال وكيريباتي، وتتميز ثقافتهم عن سكان الجزر المرتفعة. كان لدى سكان الجزر المنخفضة تقنية أفضل للملاحة والزوارق كوسيلة للبقاء على قيد الحياة. ويتمتع سكان الجزر المرتفعة بإمكانية الوصول إلى موارد وفيرة وموثوقة، ولا يحتاجون إلى السفر كثيرًا خارج جزرهم. تمتلك الجزر المرتفعة أيضًا عددًا أكبر من السكان.

### شعب بنابان

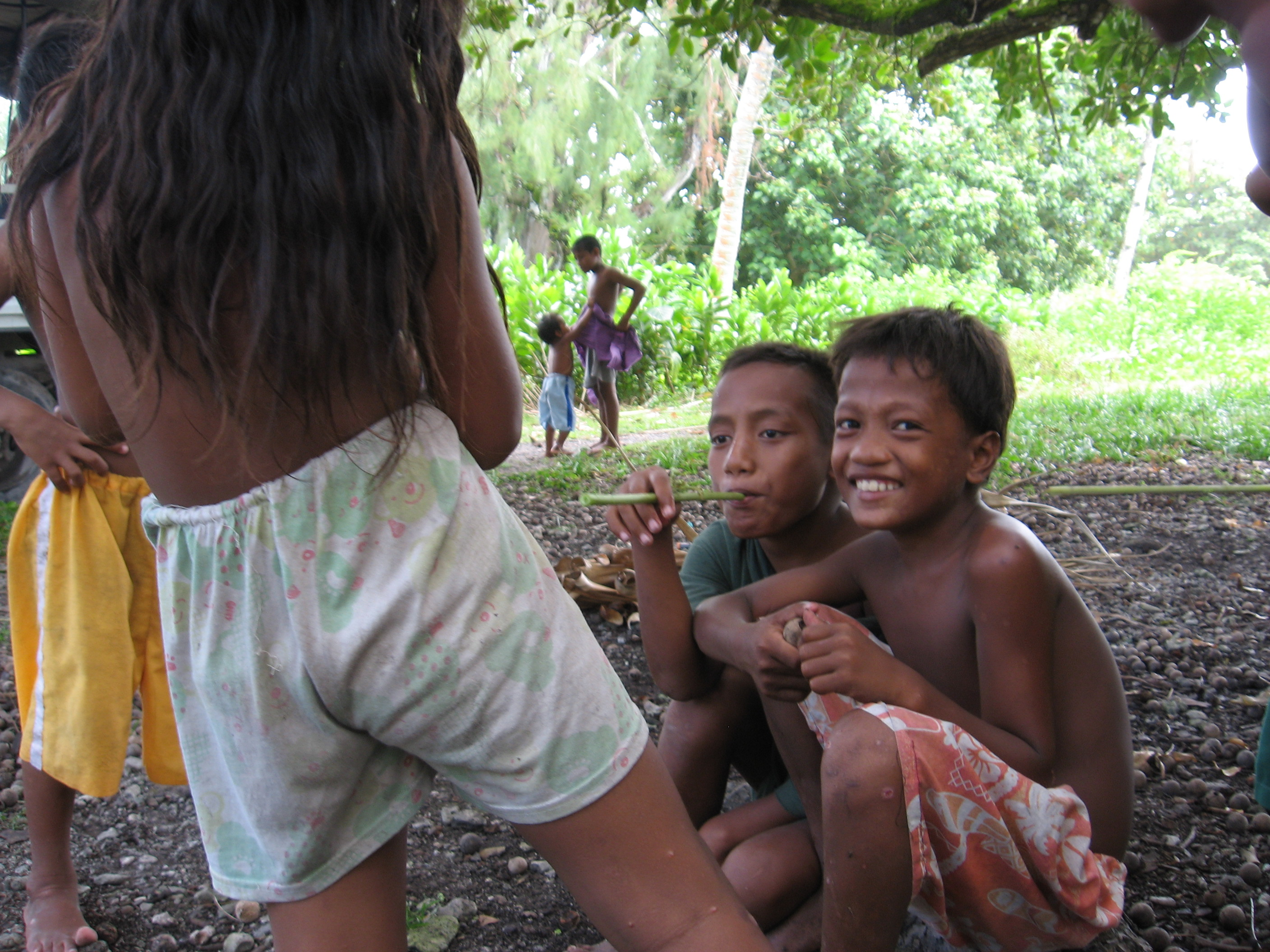

يدعي راوبيا كين سيغراه أن سكان بانابا الأصليين، يختلفون عرقيًا عن غيرهم من سكان كيريباتي. تم استيعاب شعب البنابان من خلال الهجرات القسرية والتأثير الكبير لاكتشاف الفوسفات في عام 1900. بعد عام 1945، نقلت السلطات البريطانية معظم السكان إلى جزيرة رابي، فيجي، مع موجات هجرة لاحقة في عام 1977، ومن عام 1981 إلى عام 1983. وعاد بعض البنابان في وقت لاحق، بعد انتهاء التعدين في عام 1979؛ كان ما يقرب من 300 فرد يعيشون في الجزيرة في عام 2001. وكان عدد سكان بانابا في تعداد عام 2010 295 نسمة. هناك ما يقدر بنحو 6000 شخص من أصل باناباني في فيجي وبلدان أخرى.
يتحدث البنابانيون اللغة البنابانية، التي انقرضت بسبب التحول إلى اللغة الغيلبرتية، التي أدخلها المبشرون النصرانيون الذين ترجموا الكتاب المقدس إلى اللغة الغيلبرتية وشجعوا البانابانيين على قراءة تلك الكتب باللغة الغيلبرتية. اليوم، لم يتبق سوى بضع كلمات من لغة البنابان الأصلية. اليوم، يتحدث البنابانيون لهجة بانابان الغيلبرتية، والتي تتضمن كلمات من لغة بانابان القديمة.

### شعب ريفالواش

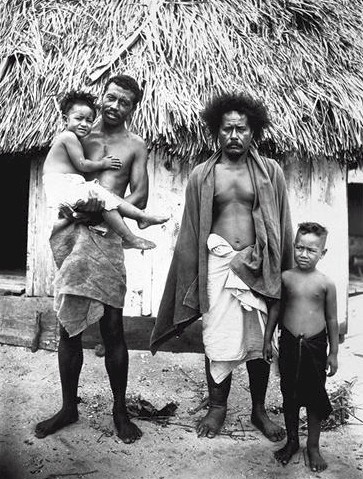
شعب كارولين/ريفالواش في عام 1915

شعب رييفالواش هم مجموعة عرقية ميكرونيزية نشأت في أوقيانوسيا، في جزر كارولين، ويبلغ عددهم الإجمالي أكثر من 8500 شخص يعيشون في شمال ماريانا. يُعرفون أيضًا باسم ريماتاو في جزر ياب الخارجية. الكلمة الكارولينية تعني "شعب أعماق البحار". ويُعتقد أن أسلافهم ربما هاجروا في الأصل من آسيا وإندونيسيا وميلانيزيا وميكرونيزيا منذ حوالي 2000 عام. لغتهم الأساسية هي الكارولينية، والتي يطلق عليها المتحدثون الأصليون اسم ريفالواش، والتي يبلغ عدد المتحدثين بها قرابة 5700 متحدث. ريفالواشيون مجتمع أمومي حيث يعد الاحترام عاملاً مهمًا جدًا في حياتهم اليومية، خاصة تجاه الأمهات. معظم الريفالواشيون يعتنقدون عقيدة الروم الكاثوليك.
بدأت هجرة ريفالواش إلى سايبان في أوائل القرن التاسع عشر، بعد أن خفض الإسبان عدد السكان المحليين من شعب شامورو الأصليين إلى 3700 فقط. بدأوا في الهجرة في الغالب عن طريق الإبحار بقوارب صغيرة من جزر أخرى، والتي دمرها إعصار سابق. يتمتع ريفالواشيون ببشرة أغمق بكثير من بشرة الشامورويون الأصليين.

### شعب شامورو

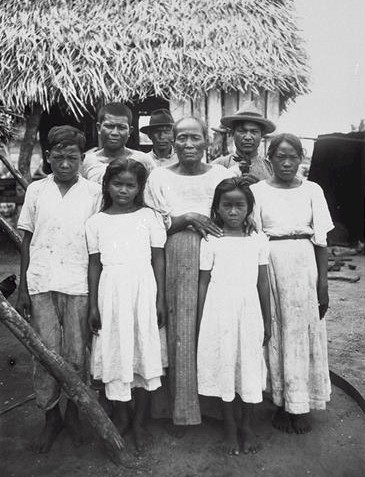
شعب شامورو في 1915

شعب شامورو هم السكان الأصليون لجزر ماريانا، المقسمة سياسيا بين إقليم غوام التابع للولايات المتحدة وكومنولث جزر ماريانا الشمالية التابعة للولايات المتحدة في ميكرونيزيا. يُعتقد عمومًا أن الشامورو جاءوا من جنوب شرق آسيا حوالي عام 2000 قبل الميلاد. هم الأكثر ارتباطًا بالمواطنين الأسترونيزيين الآخرين في الغرب في الفلبين وتايوان، بالإضافة إلى جزر كارولين في الجنوب.
تُضمن لغة الشامورو في المجموعة الفرعية الماليزية البولينيزية من العائلة الأسترونيزية. نظرًا لأن إسبانيا استعمرت غوام لأكثر من 300 عام، فإن العديد من الكلمات مستمدة من اللغة الإسبانية. أُستبدل نظام أرقام الشامورو التقليدي بالأرقام الإسبانية.

### شعب تشوك

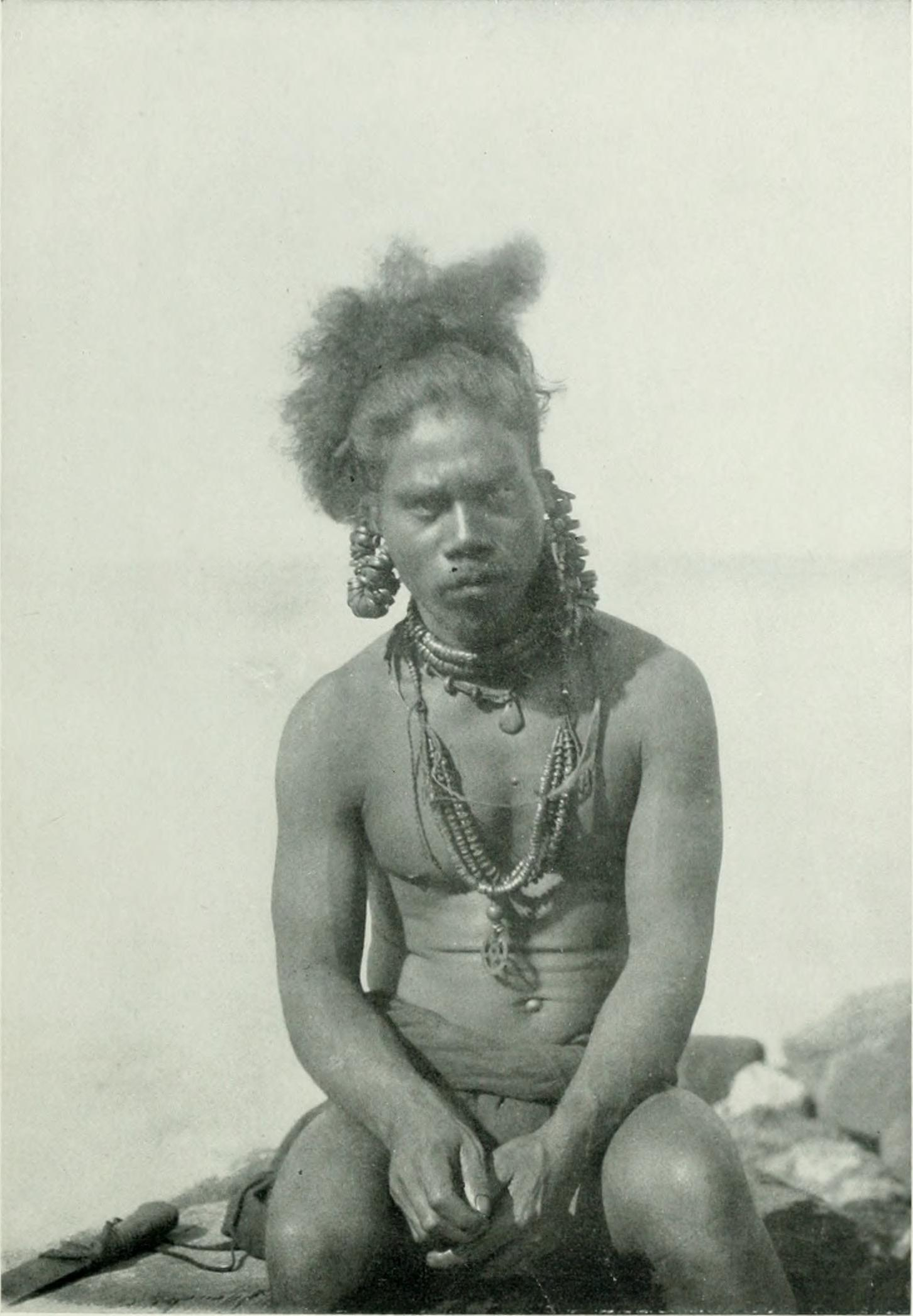

شعب التشوك هم مجموعة عرقية من ولاية تشوك. ويشكلون 48% من سكان ولايات ميكرونيزيا الموحدة. لغتهم هي التشوكية. تُعرف جزيرة تشوك المرجانية الرئيسية أيضًا بالاسم السابق "تروك".
في ثقافة تشوكيز، الرجال هم المكلفون بالدفاع عن أسرهم وحمايتها. لقد كانوا ينافحون بشدة عشيرتهم وهوية نسبهم وممتلكاتهم. التراجع عن القتال يعتبر من الافعال المنافية للرجولة في ثقافتهم.

### شعب كيريباتي

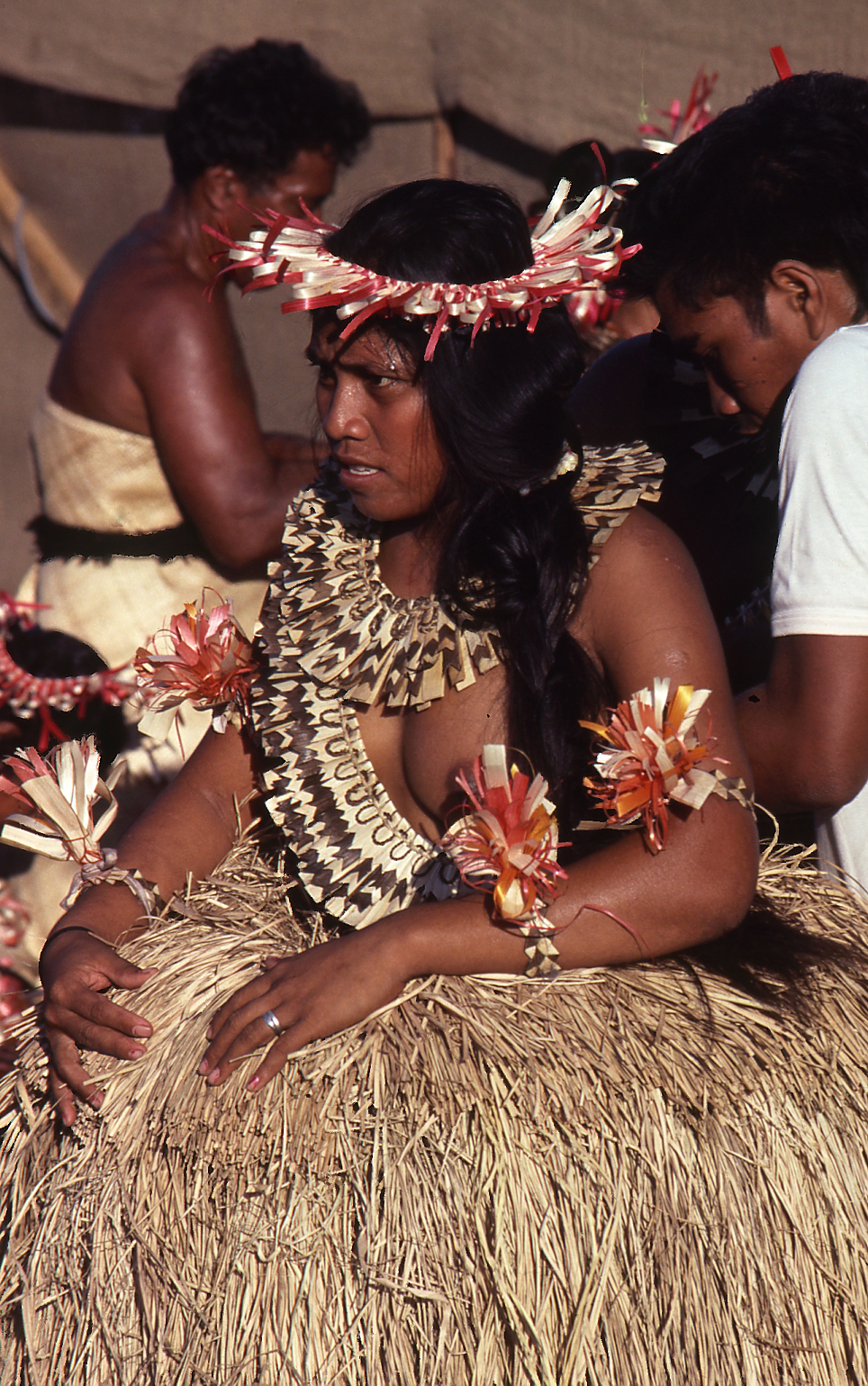
Te Buki Dance

شعب كيريباتي، المعروف أيضًا باسم آي كيريباتي أو تونغارو أو غيلبرتييون، هم السكان الأصليون في كيريباتي. يتحدثون اللغة الغيلبرتية. ويبلغ عددهم 103.000 اعتبارًا من عام 2008.

### شعب كوسراي

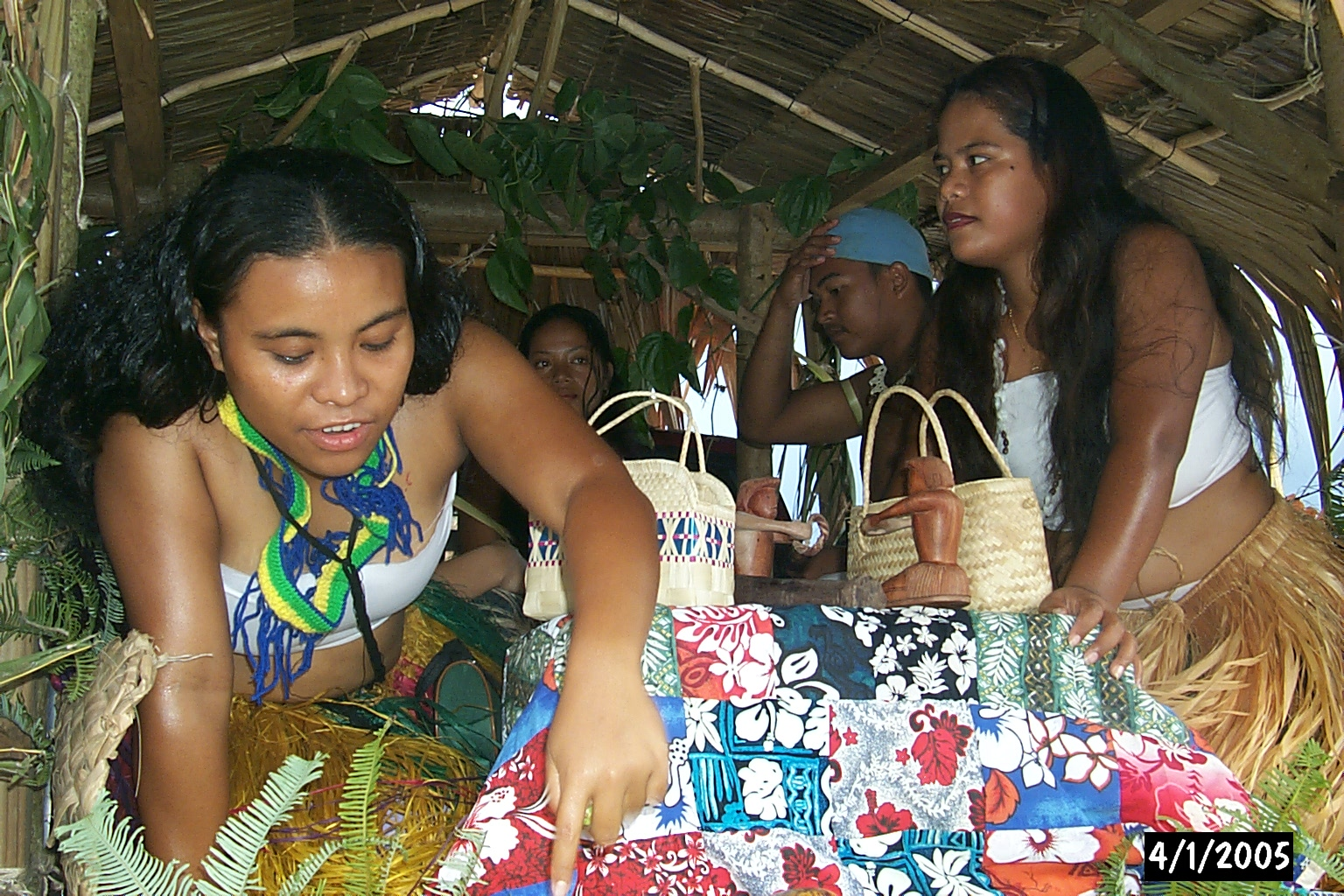

الكوسريون أو الكوسايون هم السكان الأصليون لكوسراي. ويتكلمون اللغة الكوسرايية. ويبلغ عددهم قرابة 8400 نسمة اعتبارًا من عام 2013.

### شعب مارشال

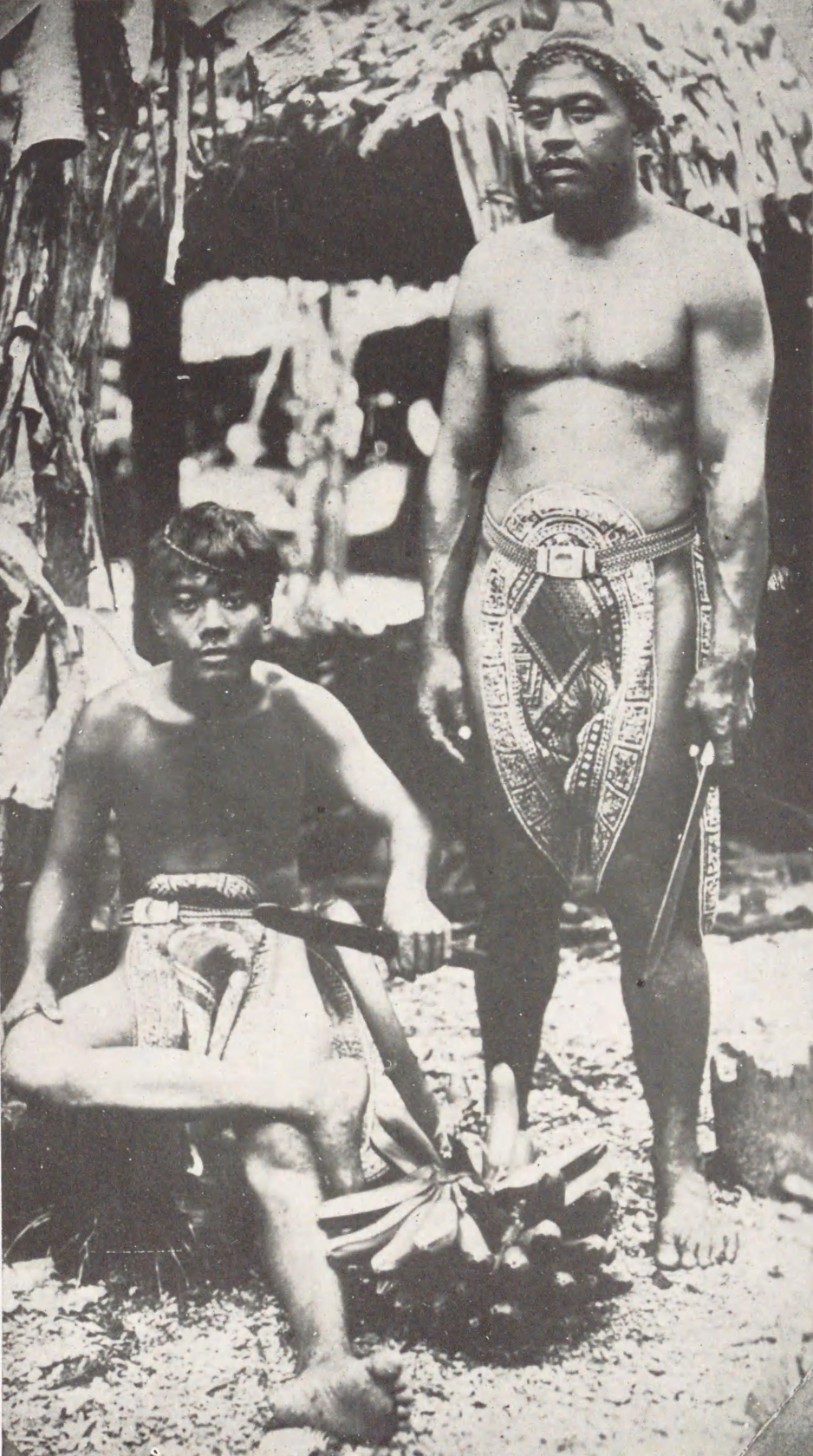

شعب جزر مارشال (بالمارشالية: kajoor ri-Ṃajeḷ، laḷ ri-Ṃajeḷ) هم السكان الأصليون لجزر مارشال. وبلغ عددهم 70 ألف نسمة اعتبارًا من عام 2013. يُقسم المجتمع المارشالي إلى ثلاث طبقات اجتماعية، وكانت طبقة الإيروجي هي طبقة الزعامة أو مالك الأرض الذي يرأس عدة عشائر، وكانت طبقة آلاب تدير العشيرة، وكانت طبقة الريجربال (العامل) من عامة الناس الذين يعملون في الأرض. تعاملت الطبقات الاجتماعية الثلاث مع بعضها البعض بشكل جيد وباحترام متبادل.

### شعب ناورو
الناورويون هم عرق يسكن جزيرة ناورو في المحيط الهادئ. وهم على الأرجح مزيج من شعوب المحيط الهادئ الأخرى.
لم يتم بعد تحديد أصل شعب ناورو بشكل نهائي. ربما يمكن تفسير ذلك من خلال الهجرة البشرية الأخيرة من منطقة الملايو إلى المحيط الهادئ (حوالي 1200). من المحتمل أن البحارة البولينيزيين أو الميلانيزيين هم الذين استقروا في ناورو لأنه لم يكن هناك بالفعل سكان محليون، في حين عبر الميكرونيزيين بالفعل مع الميلانيزيين في هذه المنطقة.

### شعب بالاو

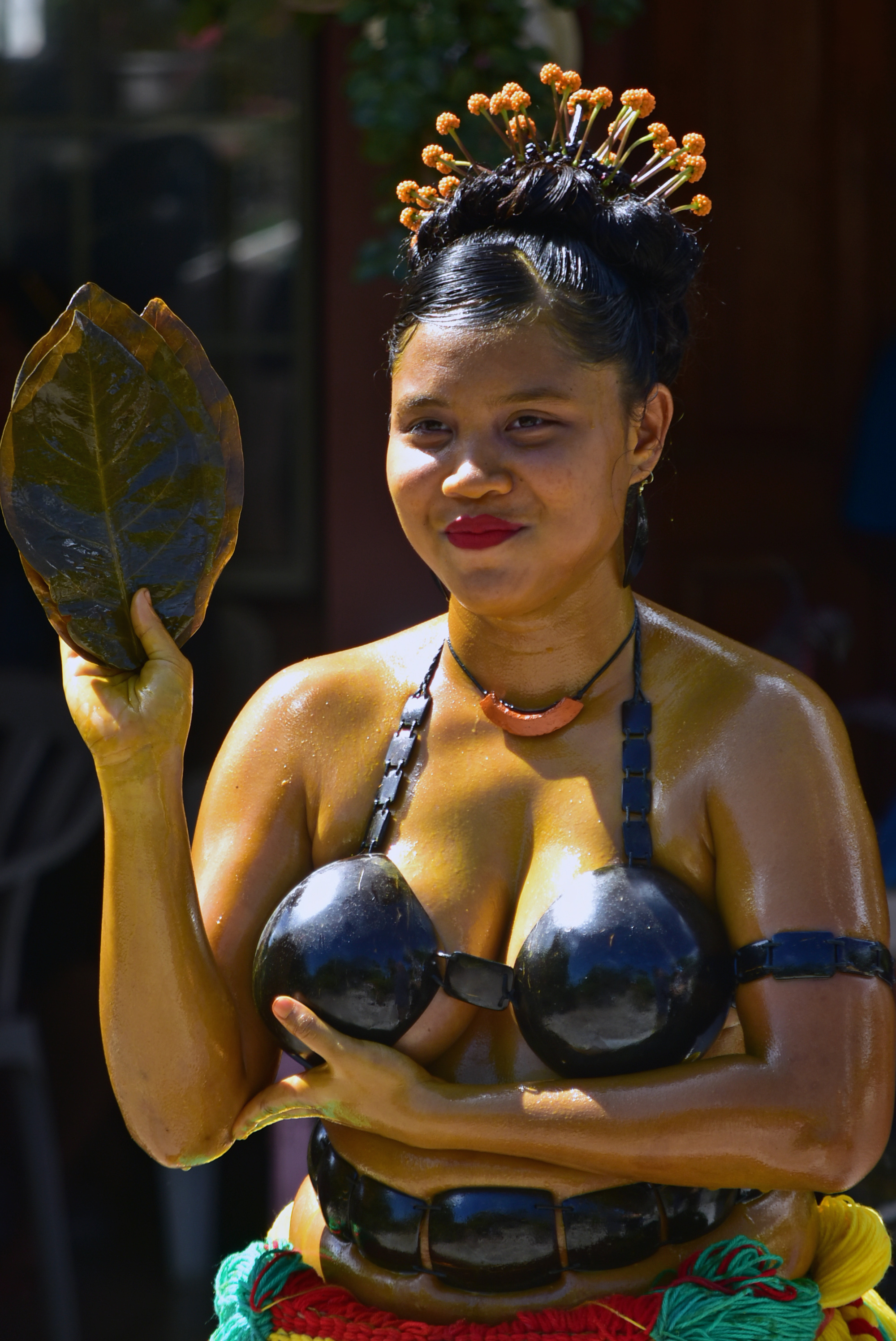
طقس الأم البالاوية للطفل البكر

البالاويون أو البيلاويون (بالبالاوية: Belau, ngukokl a Belau) — هم السكان الأصليون لجزيرة بالاو. بلغ عددهم قرابة 26,600 اعتبارًا من عام 2013. لا يُعرف سكان بالاو بكونهم رحاليين وملاحين لمسافات طويلة مقارنةً بالشعوب الميكرونيزية الأخرى. القلقاس هي زراعتهم الرئيسية، على الرغم من أن فاكهة الخبز لها أهمية رمزية.

### شعب بونبي

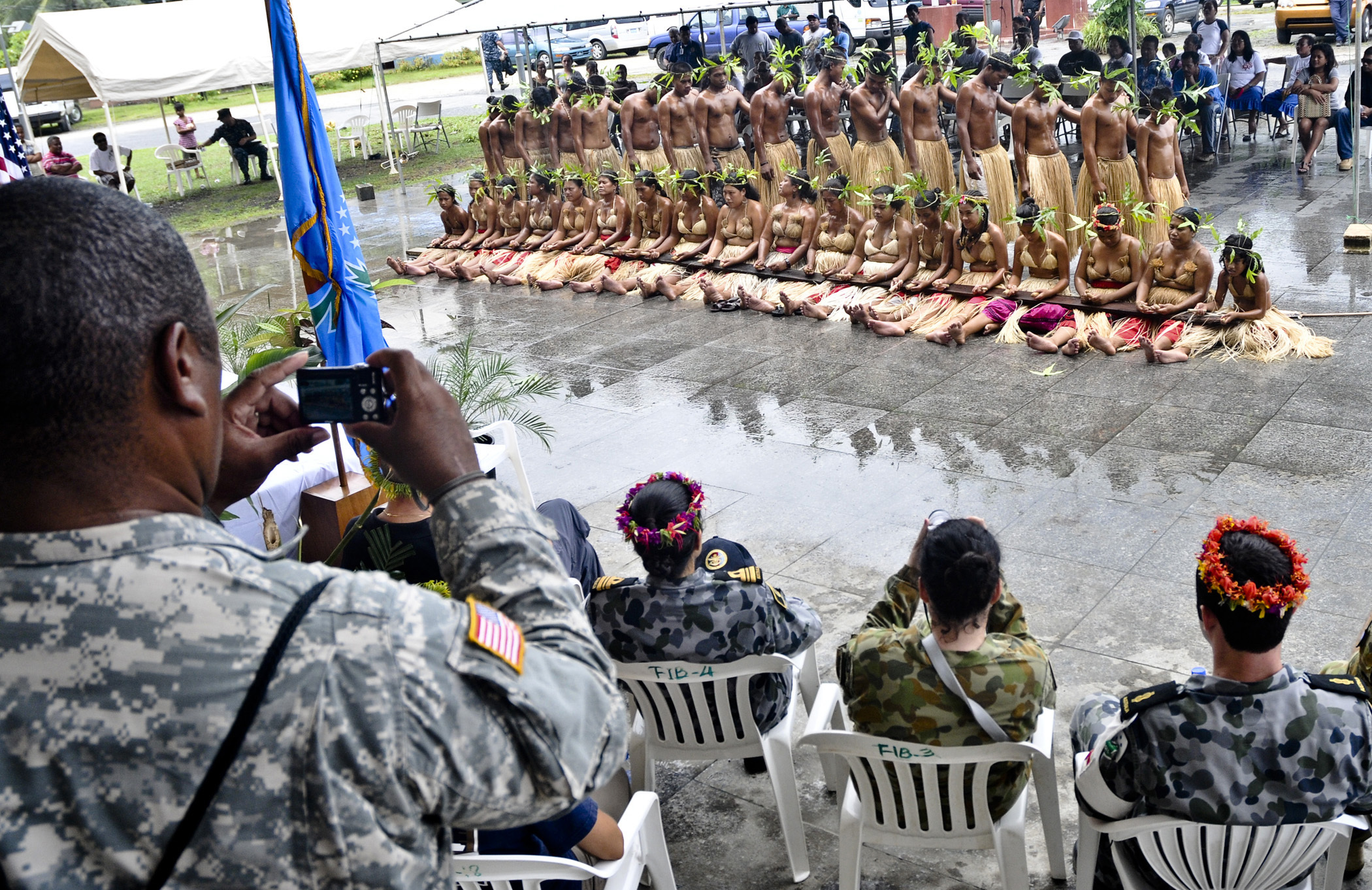

البونبيون أو البونابيون هم السكان الأصليون في جزيرة بونبي. ويبلغ عددهم قرابة 28 ألفاً. يتحدثون اللغة البونبية.
كان مجتمع بونبي التاريخي منظمًا بشكل كبير إلى خمس قبائل وعشائر وعشائر فرعية مختلفة؛ ويرأس كل قبيلة زعيمان رئيسيان. نُظمت القبائل على أساس إقطاعي. من الناحية النظرية، "كانت جميع الأراضي مملوكة للزعماء، الذين كانوا يتلقون جزية منتظمة وكان حكمهم مطلقًا". وشملت العقوبات التي أدارها الزعماء الأعدام والنفي. وشملت الحروب القبلية النهب وتدمير المنازل والزوارق وقتل السجناء.

### شعب سونسورولي
السونسوروليون هم شعب ميكرونيزي يسكنون جزر بولو آنا وميرير وسونسورول في جزيرة بالاو. تعيش نسبة صغيرة في كل من جزر ماريانا الشمالية وولايات ميكرونيزيا الموحدة. يرتبط السونسوروليون لغويًا بالتوبيين. يعيش معظم السونسوروليين في قرية إيتشانغ بالقرب من كورور، حيث انتقلوا إليها لأسباب اقتصادية.
يعتبر السونسوروليون أكثر ارتباطًا لغويًا وثقافيًا بالكارولينيين. المعلومات الإثنوغرافية عنهم دونها خوسيه سوميرا، عضو بعثة الدون فرانسيسكو باديلا الذي اكتشف الجزر عام 1710. ووفقا له، كانت ملابسهم تتكون من مئز وعباءة وقبعة مخروطية الشكل، وكانت مماثلة لتلك الملاب التي يلبسها الكارولينيين التي وصفها بول كلاين في عام 1696.

### شعب توبيا
التوبية هي لغة ميكرونيزية يتحدث بها حوالي 150 شخصًا في ولايتي هاتوهوبي (توبي) وكورور في بالاو. يُتحدث بها على وجه الخصوص في جزيرة توبي (توروفي) في ولاية هاتوهوبي، وكذلك في جزيرة كورو في ولاية كورور.
يُعرف توبيون أيضًا باسم هاتوهوبيون أو توبي. يرتبطون ارتباطًا وثيقًا بسونسوروليين.
يشترك التوبيون في تراث ثقافي مع شعوب جزر كارولين الوسطى، التي تبعد أكثر من 1000 كيلومتر إلى الشمال الشرقي وتقع على الجانب الآخر من بالاو.

### شعب يابي

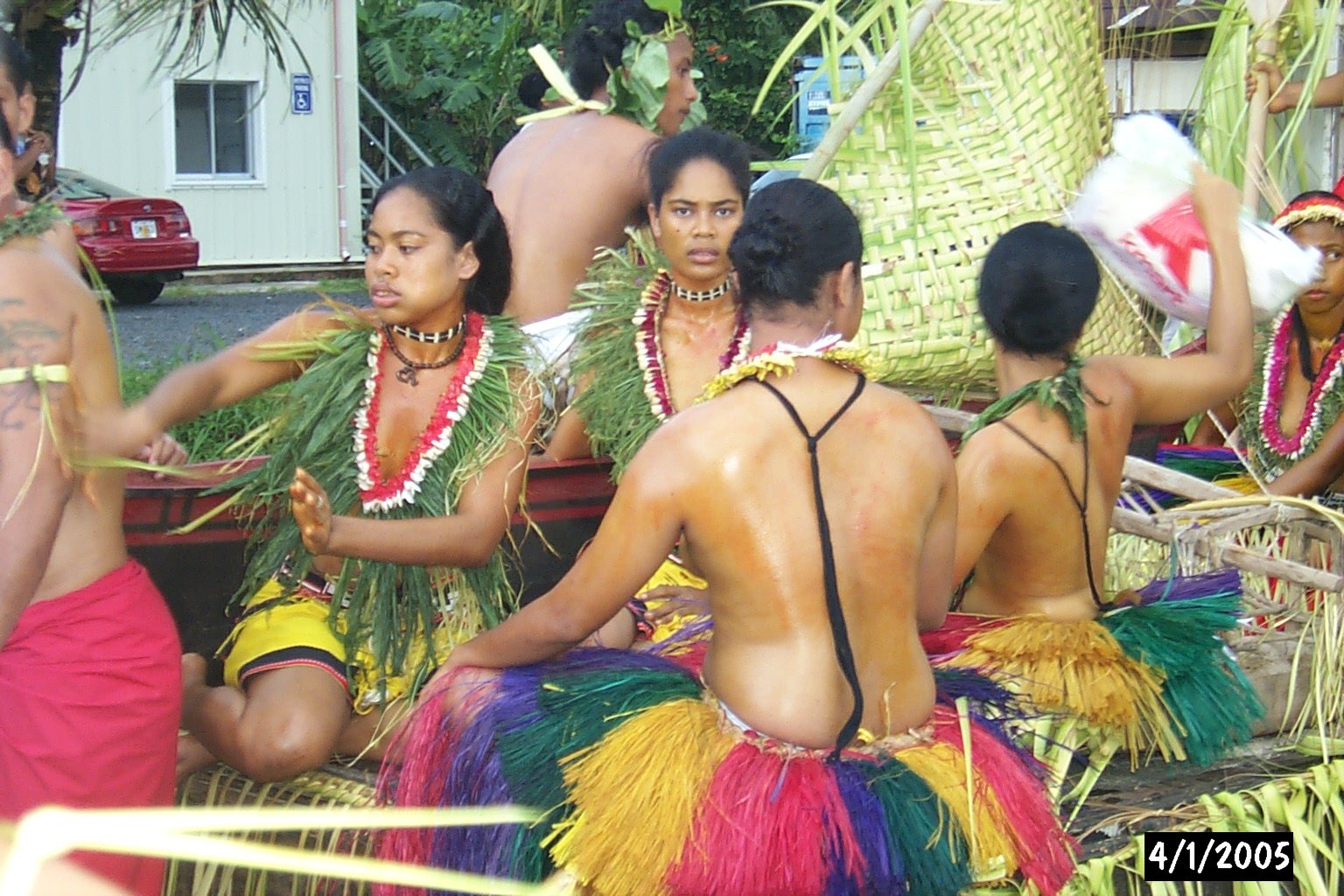

الشعب اليابي هم مجموعة عرقية ميكرونيزية يبلغ عددهم قرابة 15000 نسمة. هم سكان جزيرة ياب الرئيسية ويتحدثون اللغة اليابية.

## اللغات

لغات ميكرونيزيا.

يتحدث الميكرونيزيون خمس عشرة لغة مختلفة. أكبر مجموعة من اللغات التي يتحدث بها الميكرونيزيون هي اللغات الميكرونيزية. إنهم ينتمون إلى عائلة اللغات المحيطية، وهي جزء من مجموعة اللغات الأسترونيزية. وتنحدر من اللغة المحيطية البدائية، والتي انحدرت بدورها عبر اللغة الملايو البولينيزية البدائية من اللغة الأسترونيزية البدائية. اللغات في العائلة الميكرونيزية هي المارشالية، والغيلبرتية، والكوسرية، والناوروية، بالإضافة إلى عائلة فرعية كبيرة تسمى لغات تشوكيك-بونبيك التي تحتوي على 11 لغة. اللغة اليابية هي فرع منفصل عن اللغات المحيطية، خارج الفرع الميكرونيزي.
هناك لغتيين محكيتان من للغات ملايو-بولينيزية اللتان لا تنتميان إلى اللغات المحيطية وهي: الشاموروية في جزر ماريانا وبالاوية في بالاو.

## الملاحة الميكرونيزية

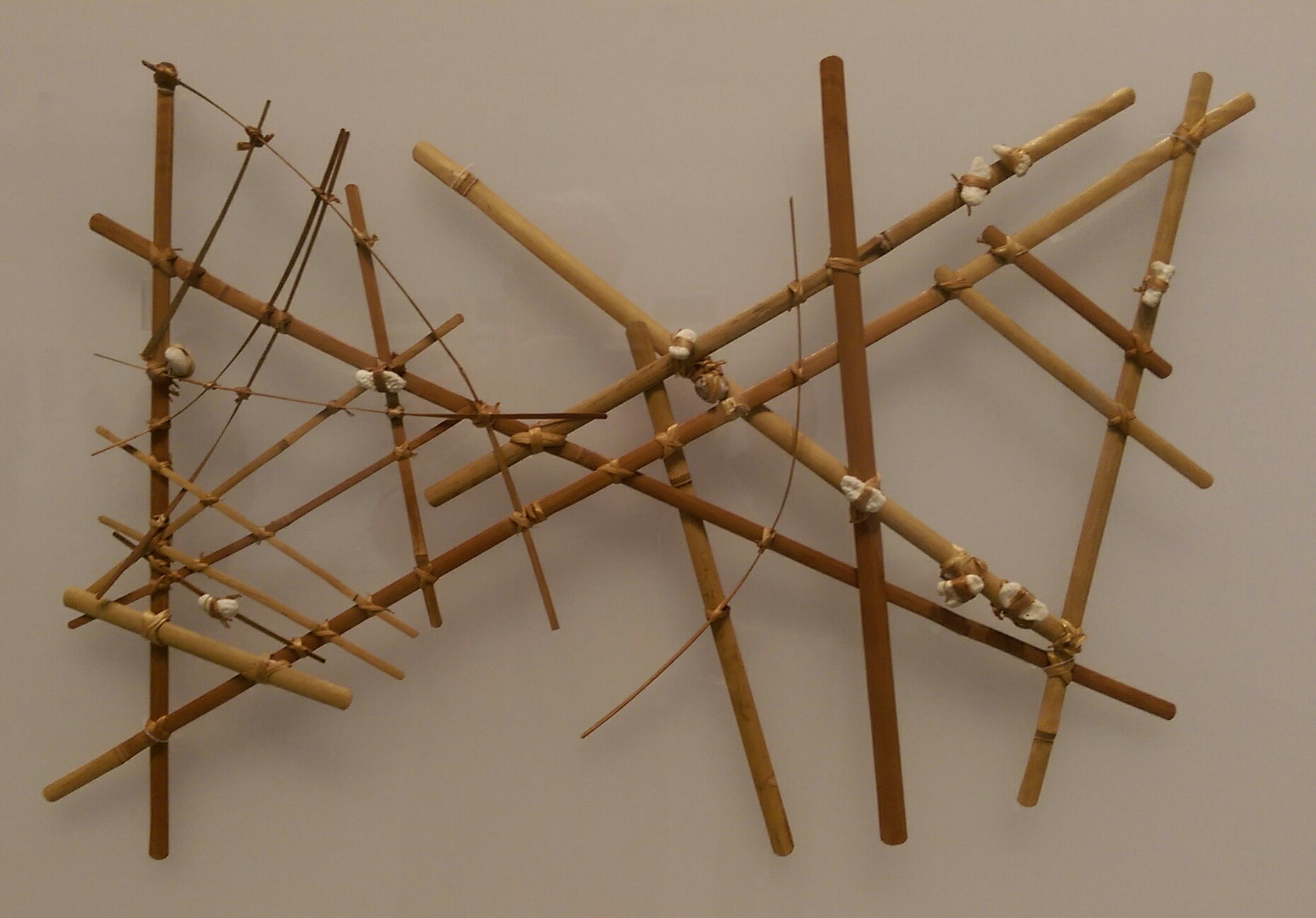
مخطط ملاحي ميكرونيزي،استخدمه الميكرونيزيون للتنقل عبر تيارات الرياح والمياه.

تقنيات الملاحة الميكرونيزية هي تلك المهارات الملاحية المستخدمة منذ آلاف السنين من قبل الملاحين الذين سافروا بين جزر ميكرونيزيا في المحيط الهادئ المفتوح. استخدم هؤلاء المسافرون تقنيات تحديد الطريق مثل الملاحة عن طريق النجوم، ومراقبة الطيور، والأمواج الطويلة للمحيطات، وأنماط الرياح، واعتمدوا على قدر كبير من المعرفة من التقاليد الشفهية. Weriyeng الويرينغ هي واحدة من آخر مدرستين للملاحة التقليدية الموجودة في وسط جزر كارولين في ميكرونيزيا، والأخرى هي فَنور Fanur.

## الثقافة
الثقافة الميكرونيزية متنوعة للغاية عبر الجزر المرجانية ومتأثرة بالثقافات المحيطة. في الشرق يجد المرء الثقافة بولينيزية أكثر مع طبقات اجتماعية (النبلاء والعامة والعبيد) وفي الغرب الثقافة أكثر تأثيرًا على الميلانيزيين الإندونيسيين يقودها زعماء القبائل دون طبقة نبلاء، مع كون جزر ماريانا استثناءً. يشكلون منطقة ثقافية، حيث أن لديهم الكثير من القواسم المشتركة مع بعضهم البعض في الممارسات الثقافية والتنظيم الاجتماعي أكثر من المجتمعات المجاورة الأخرى التي في الفلبين وإندونيسيا وميلانيزيا وبولينيزيا.
تطورت الثقافات الميكرونيزية من أساس مشترك وتشترك في الهيمنة المشتركة في العلاقات والتبعية التي تربطهم بأراضي أجدادهم. أثرت أرض الأجداد على التنظيم الاجتماعي والهياكل الأسرية والاقتصاد والطعام المشترك والعمل المشترك. تتكون الأسرة الميكرونيزية من أربعة مكونات متساوية في الأهمية، وهي أهل البيت، والأسرة النووية، والأسرة الممتدة، والنسب. تتعاون الأسرة والمجتمع في صيد الأسماك والزراعة وتربية الأطفال ونقل المعرفة إلى الأجيال القادمة. يجب على الأفراد والأسر تعديل سلوكهم للتعاون مع المجتمع.
كانت السلطة مبنية على العمر، وقد تعلم سكان ميكرونيزيا احترام كبارهم وإبداء التقدير لهم، وهو ما كانوا يعبرون عنه بالصمت في حضور كبارهم. وكان الشيوخ يتوسطون ويحلون النزاعات.

### الموسيقى والرقص
كانت معظم الشعوب الميكرونيزية تفتقر إلى الآلات الموسيقية، ولذلك لم يكن لديهم سوا الأغاني والأناشيد الخالية من المعازف. الرجال المهمون لديهم أغاني مؤلفة من قبل زوجاتهم أو شركائهم عن قدراتهم أو أفعالهم . يمكن أن تستمر هذه الأغاني حتى بعد الموت وتمنح الرجال مكانة بطولية.

### الدِين
كانت الديانات التقليدية في ميكرونيزيا غير متجانسة للغاية. ومع ذلك، لا يُعرف سوى القليل جدًا عن معظمها، حيث نُصرت الجزر في وقت مبكر جدًا (من القرن السادس عشر إلى القرن الثامن عشر) بحيث لا يمكن للديانات الأصلية البقاء إلا في عدد قليل من الجزر. ومع ذلك، يمكن تحديد بعض المظاهر المهمة للممارسة الدينية والفكر الديني في الفضاء الثقافي الميكرونيزي بأكمله:
- أساطير الخلق المماثلة (أصل الناس من أسلاف أسطوريين - معظمهم من أمهات الأجداد)
- أبطال الثقافة (البحارة الأسطوريون كحاملي سلع ثقافية مهمة)
- رؤية كونية أسطورية للعالم (المناطق البرية والبحرية في "طبقات" ونقاط أساسية مختلفة)
- المفاهيم الثنائية (كل شيء مادي وكل كائن حي له ازدواج روحي)
- النفوس الحرة، هي التي يمكنها مغادرة الجسد في المنام
- مانا (قوة متعالية يمكن نقلها إلى الناس، وأيضًا إلى الظواهر الطبيعية، من خلال الأداء والأفعال، من بين أشياء أخرى)
- الأساليب الفنية ذات الدوافع الدينية (المنحوتات على دور الاجتماعات التقليدية والمرافق الدينية)

أكدت الديانات الميكرونيزية التقليدية على عبادة الأسلاف واحتوت الأرواح والأشباح. بعد الموت، تنتقل روح الفرد إلى عالم آخر أو تبقى في الجزيرة إما لمساعدة الأحياء أو إيذائهم. الموت الطبيعي من شأنه أن ينتج شبحًا خيرًا بينما الموت غير الطبيعي من شأنه أن ينتج شبحًا خبيثًا. وارتبطت الأرواح أخرى بالأماكن والأشياء الطبيعية والحرف والأنشطة الخاصة. كان أصحاب المهن المختلفة يُقدمون الأناشيد والقرابين لأرواح الحامية، والتي اعتقدوا أنها ستتحكم في نتيجة جهودهم. يعتقد سكان ميكرونيزيا أن كل الأمراض سببها الأرواح. يستشيرون الشامانات والوسطاء والعرافين والسحرة للتعامل مع عالم الروح. غالبًا ما يتم وضع التابو (محرمات) على الطعام والأنشطة الجنسية قبل أن ينخرط الشخص في مسعى مهم. إن انتهاك هذا المحرم من شأنه أن يتسبب في إرسال الأرواح التي تسبب المرض أو الموت إلى الجاني أو حتى المجتمع بأكمله.

## الأساطير
تشتمل الأساطير الميكرونيزية على منظومة معتقدات تقليدية للميكرونيزيين. لا يوجد نظام عقائدي واحد في جزر ميكرونيزيا، حيث أن كل منطقة جزرية لها كائناتها الأسطورية الخاصة.
تراجعت المعتقدات التقليدية وتغيرت مع وصول الأوروبيين، وهو ما حدث بشكل متزايد بعد عشرينيات القرن السادس عشر. بالإضافة إلى ذلك، أدى الاتصال بالثقافات الأوروبية إلى تغييرات في الأساطير والخرافات المحلية.

## معرض الصور

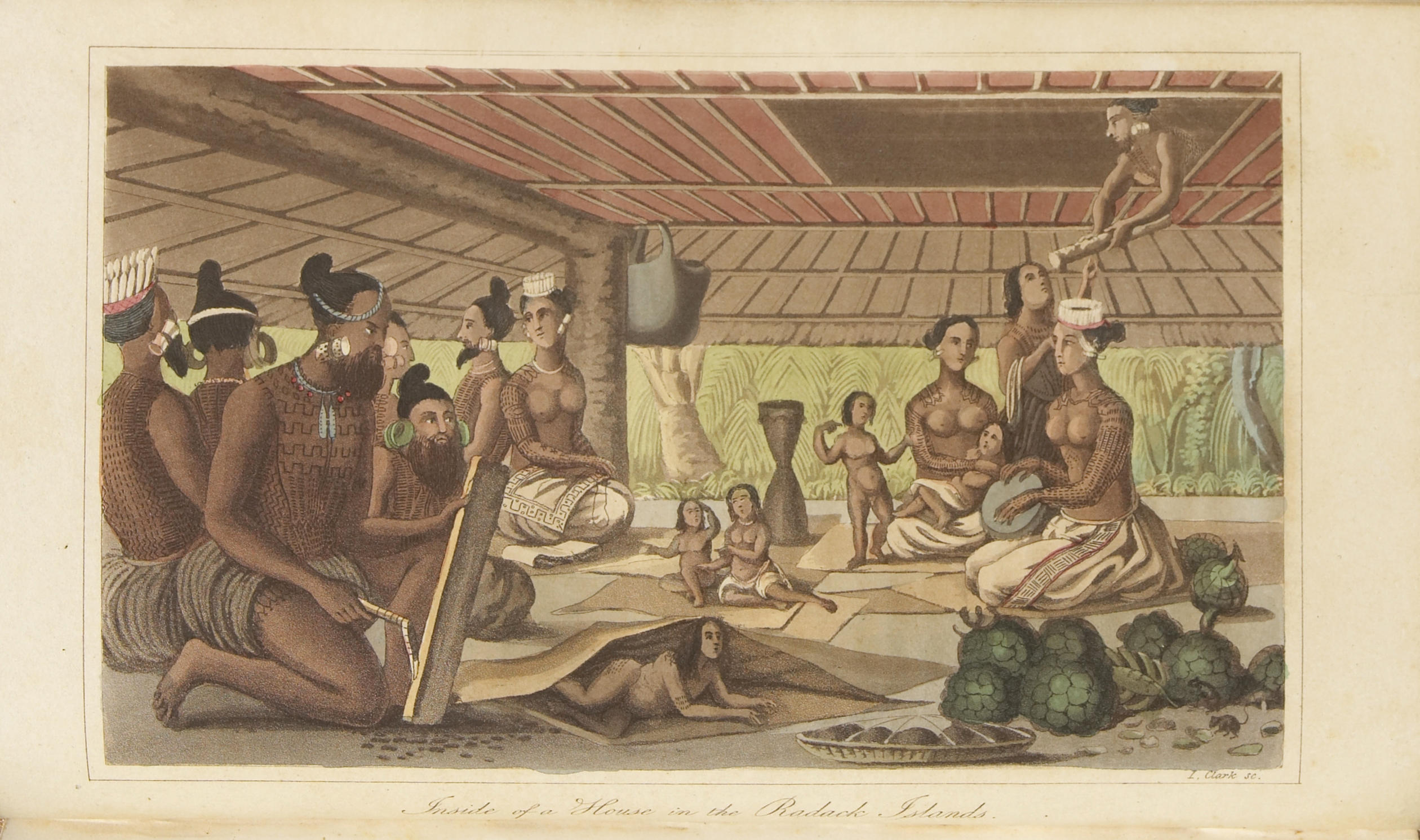
منزل مارشالي، 1821.
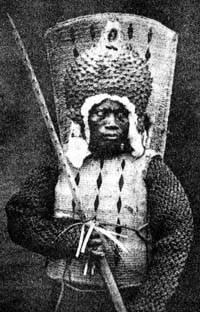
محارب من ناورو، 1880.
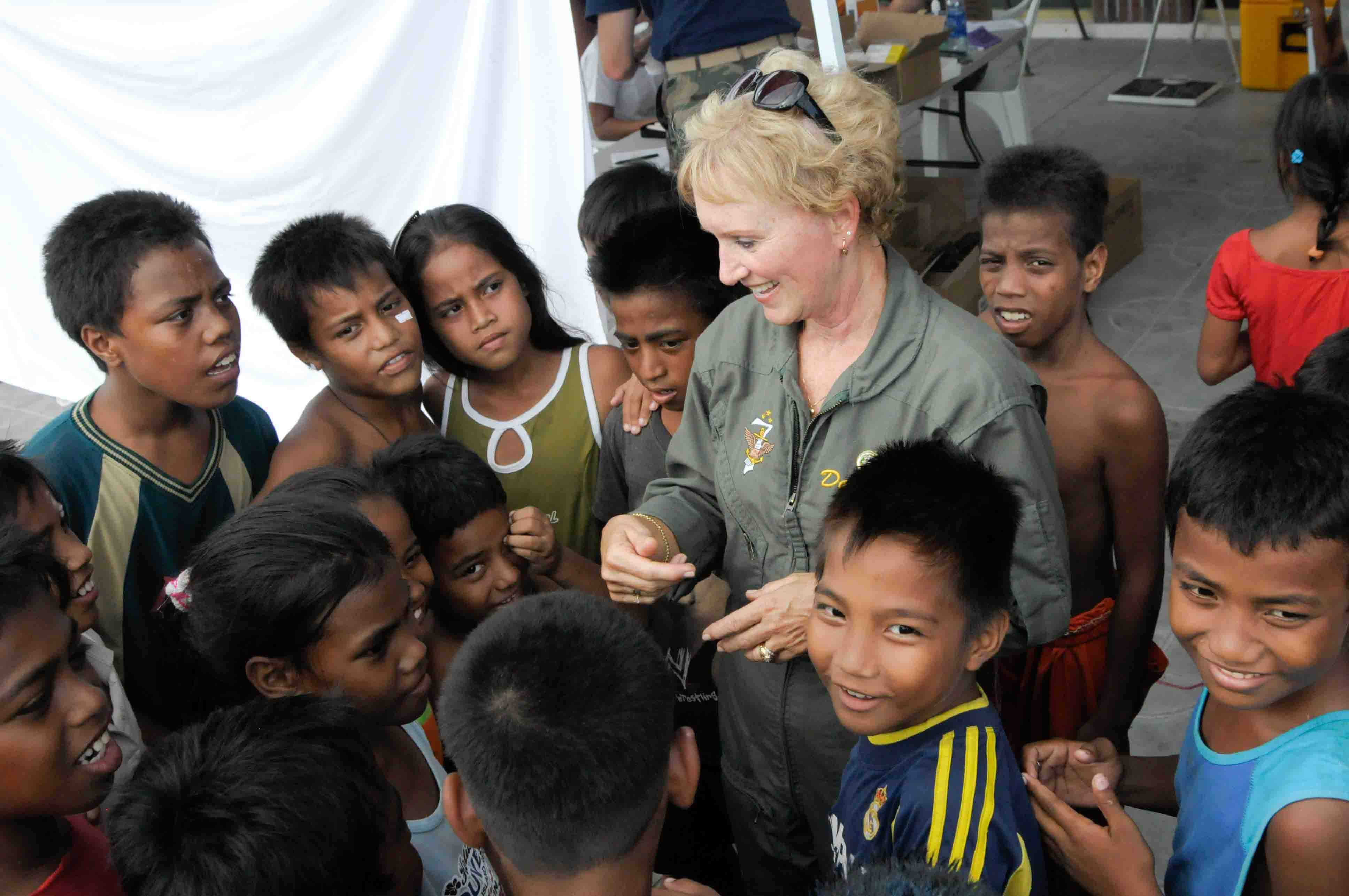
أطفال كيريباتيون
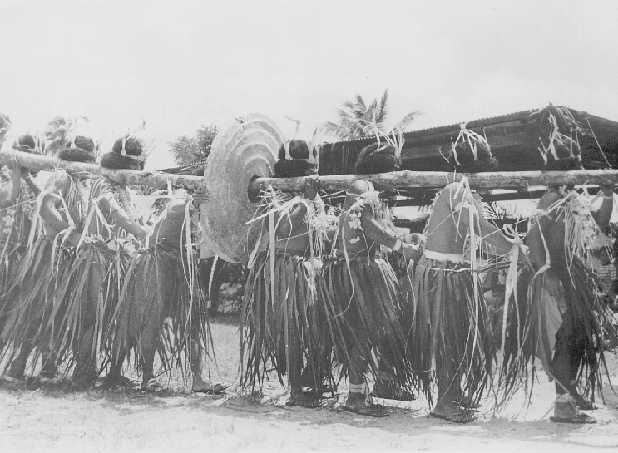
عرض تقديمي للنقود الحجرية اليابية
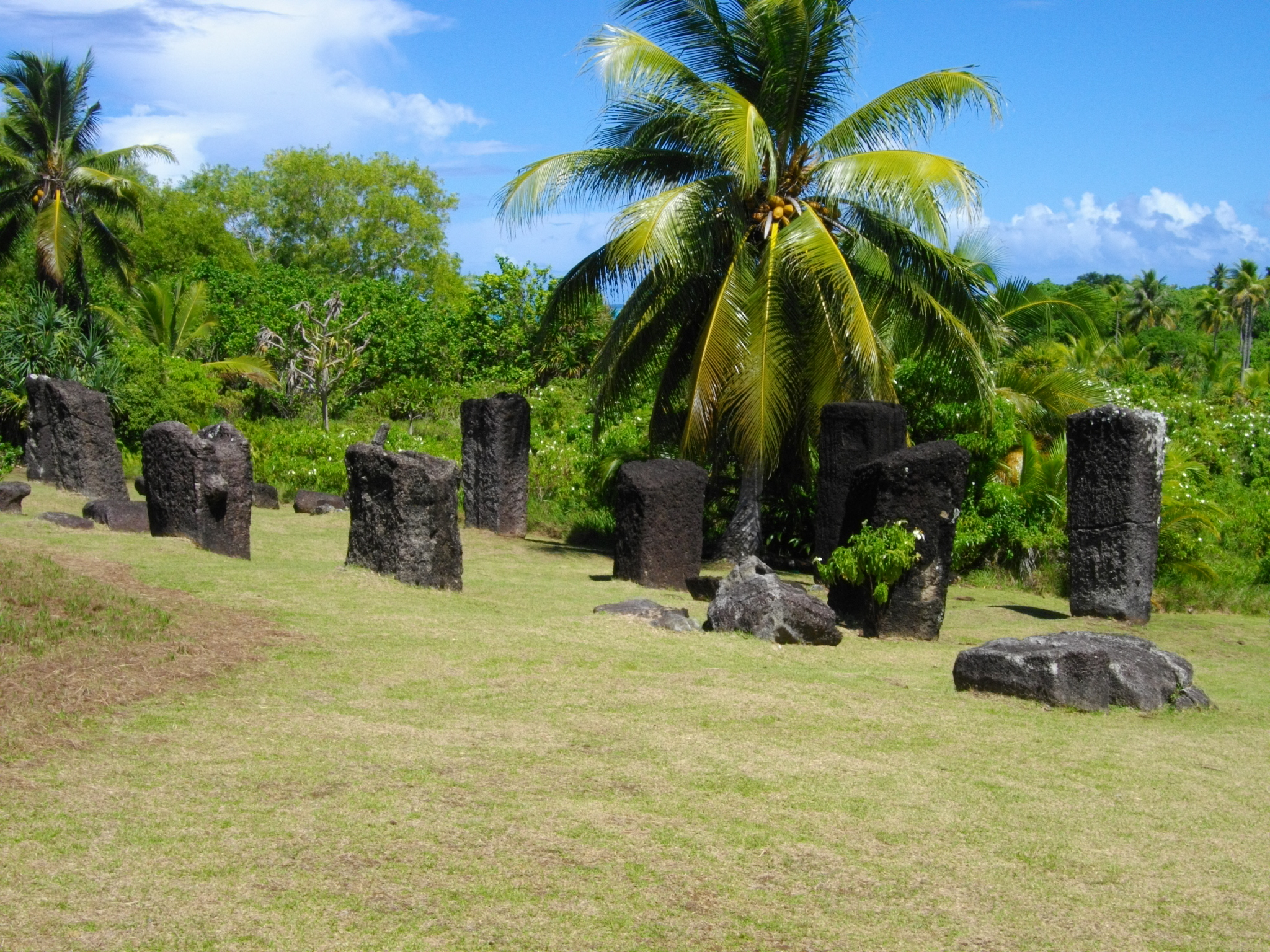
بادرولشاو حجر متراص
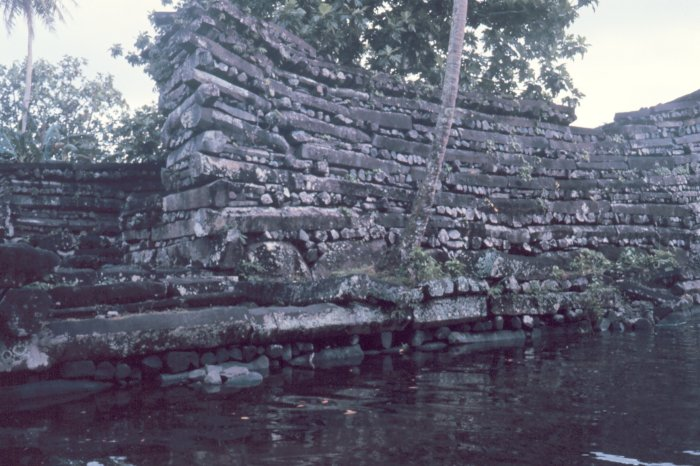
مبنى نان مادول